# Région métropolitaine de Berlin-Brandebourg

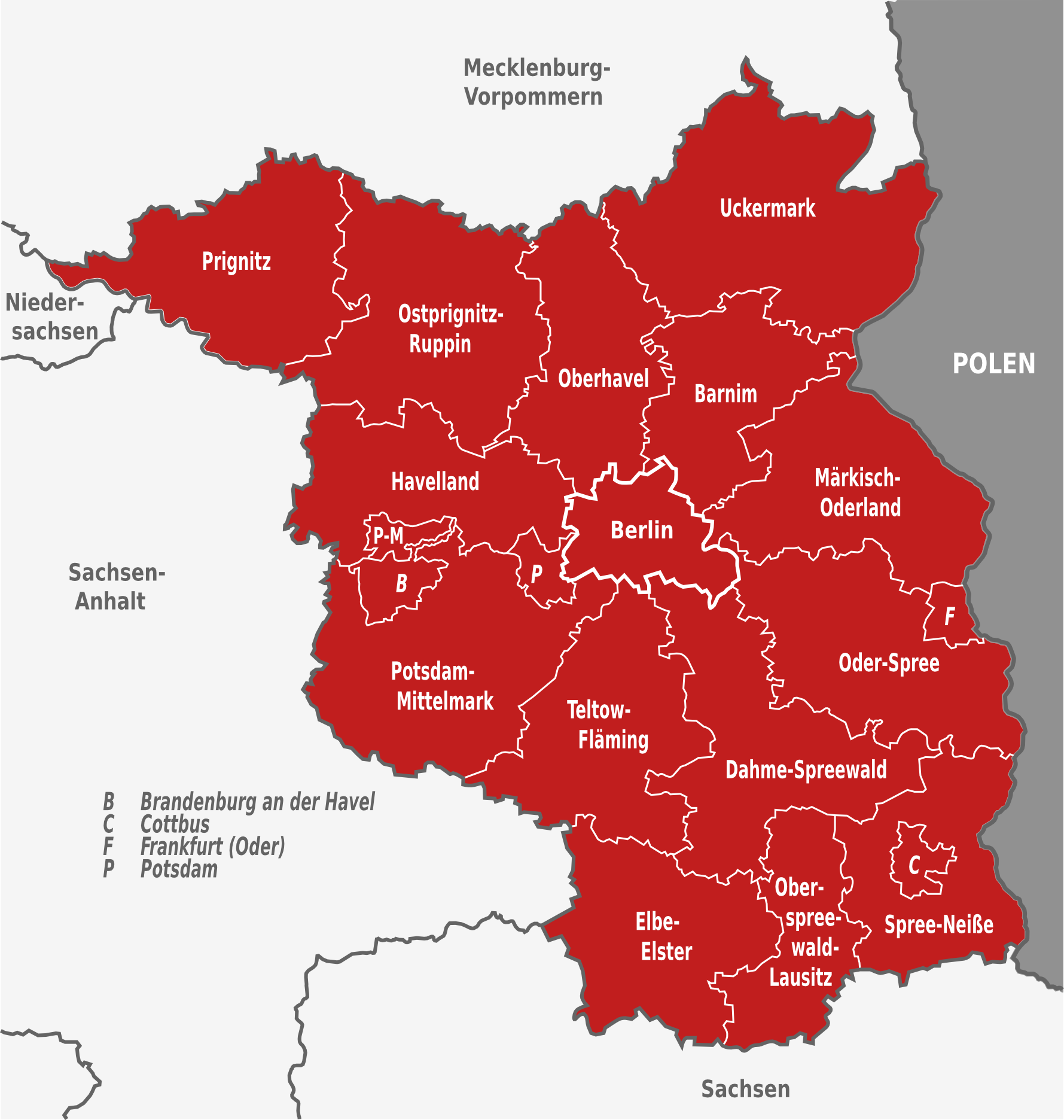
Région métropolitaine de Berlin-Brandebourg

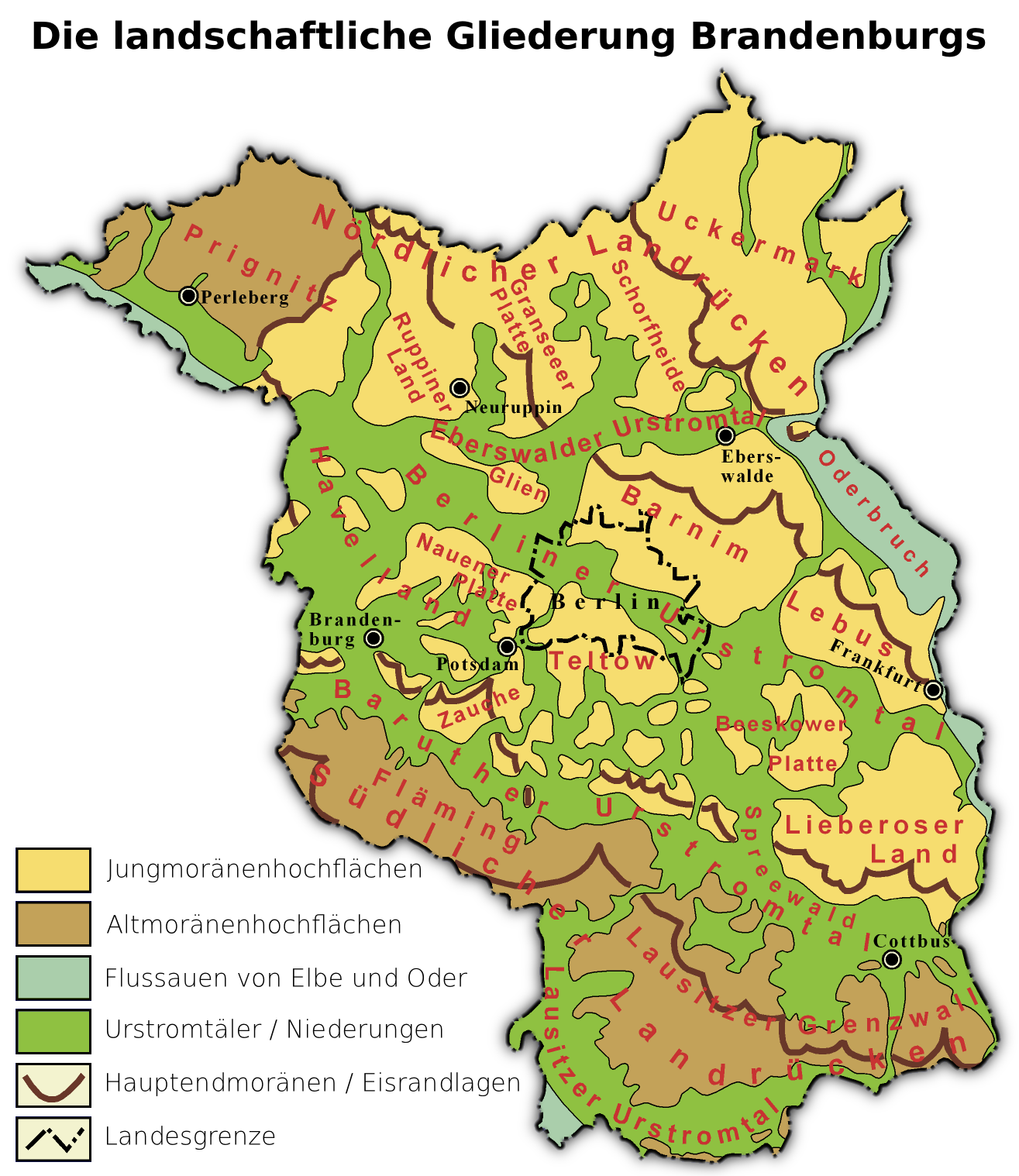
La carte physique et géologique de la région

La région métropolitaine de Berlin-Brandebourg est une des onze régions métropolitaines d'Allemagne regroupant la totalité des Länder de Berlin et du Brandebourg.
La région métropolitaine de Berlin-Brandebourg compte près de six millions d'habitants (5 927 721 habitants à fin décembre 2014,;) et s'étend sur 30 370,36 km2, soit 195 habitants au km2.
La région compte cinq villes-arrondissements (Kreisfreie Städte) : Berlin, Potsdam, Francfort-sur-l'Oder, Cottbus et Brandebourg-sur-la-Havel ; ainsi que quatorze arrondissements (Landkreis).